# Milizia Popolare Ucraina
La Milizia Popolare Ucraina o Milizia Nazionale Ucraina (in ucraino: Українська Народна Міліція), fu una formazione paramilitare creata dall'Organizzazione dei Nazionalisti Ucraini (OUN) nel territorio del Governatorato Generale della Polonia occupata e successivamente nel Reichskommissariat Ukraine durante la seconda guerra mondiale. Fu istituita nel corso dell'Operazione Barbarossa, l'invasione dell'Unione Sovietica del 1941.

## Formazione
La Milizia Popolare Ucraina, creata nel giugno 1941, ha preceduto la fondazione ufficiale della Polizia Ausiliaria Ucraina a metà agosto 1941 da parte di Heinrich Himmler. Esistono prove storiche conclusive che indicano che i membri della milizia giocarono un ruolo di primo piano nei pogrom di Leopoli del 1941, con il conseguente massacro di 6000 ebrei polacchi, dopo che l'esercito tedesco raggiunse Lwów (Lemberg) alla fine del giugno nella Polonia orientale occupata dai sovietici (ora Lviv, in Ucraina). Inizialmente la Milizia agiva in modo indipendente, con la benedizione delle SS, ma in seguito si limitò ad operazioni congiunte (Aktionen) con le unità tedesche o comunque operava direttamente sotto il comando nazista.
La Milizia popolare ucraina fu attiva nei territori occupati dietro le linee della Wehrmacht, assistendo la polizia di sicurezza tedesca e le Einsatzgruppen mentre l'esercito continuava ad avanzare in direzione di Zhytomyr, Rivne e Kiev. Heinrich Himmler fu nominato Capo delle SS e della Polizia per i Territori Orientali il 17 luglio 1941 e decretò la formazione delle unità Schutzmannschaft tra gli ausiliari non tedeschi. A metà agosto riunì i primi miliziani, sorti sotto il governo militare, per formare il nucleo dell'Ukrainische Hilfspolizei ufficiale. Prima di allora, i membri della Milizia ucraina compilarono gli elenchi di obiettivi, specie nelle città precedentemente polacche con una considerevole presenza di popolazione polacco-ebraica, per le filiali del KdS, assistendo anche nei rastrellamenti come nel caso di Stanisławów, Włodzimierz Wołyński e Lutsk. A Korosten, la Milizia ha radunato 238 ebrei descritti come "fonte di continui disordini" e ha compiuto autonomamente gli omicidi. A Sokal, il 30 giugno 1941 arrestarono e giustiziarono 183 ebrei soprannominati "i commissari", a cui seguirono altre località.
Entro il 7 agosto 1941 le stazioni della Milizia popolare ucraina furono stabilite nella maggior parte delle aree conquistate dalla Wehrmacht tra cui Leopoli (Lwów, Lemberg), Tarnopol, Stanislavov (Stanisławów, oggi Ivano-Frankivsk), Lutsk (Łuck), Rovno, Yavoriv, Kamenetz-Podolsk, Drohobych (Drohobycz), Dubno, Sambir, Kostopol, Sarny, Zolochiv, Berezhany, Pidhaytsi, Kolomyya, Rava-Ruska, Radekhiv, Terebovlia, Zbarazh, Zhytomyr, Fastov e altri.

## Istruzioni della Milizia popolare ucraina
Il dovere dichiarato della Milizia popolare ucraina era quello di mantenere l'ordine nei territori appena occupati difendendo la popolazione ucraina dagli attacchi dei resti sparsi dell'Armata Rossa, uccidendo i membri della resistenza o i paracadutisti sovietici catturati dietro le linee tedesche, confiscando le armi, registrando i funzionari ex comunisti o gli specialisti portati nell'Ucraina occidentale dalle regioni orientali, e sparando ai saccheggiatori o a coloro che furono sorpresi a nascondere le armi da fuoco, nonché i collaboratori dello stato sovietico e dei diversivi sovietici.
I regolamenti della Milizia popolare ucraina consentirono agli ebrei di unirsi, ma solo in base a regole rigorose che richiedevano loro di indossare le stelle gialle sui loro vestiti. Ai polacchi e ai russi era espressamente vietato entrare nelle forze armate.
L'OUN che controllava la Milizia popolare ucraina era fortemente contraria alla struttura di potere sovietica, stabilita in Galizia dopo le annessioni sovietiche, in particolare l'NKVD. Il comando cercò di neutralizzare quegli elementi particolari che l'OUN riteneva fossero fondamentali per proiettare il potere sovietico sull'Ucraina. Le istruzioni emesse nel maggio 1941 dall'OUN nel Distrikt Galizien furono molto specifiche su chi fosse il nemico.
1. i moscoviti (russi) inviati nelle terre ucraine per rafforzare il potere di Mosca in Ucraina;
2. gli ebrei, individualmente e come gruppo nazionale;
3. gli stranieri, per lo più asiatici, che Mosca usa per colonizzare l'Ucraina per trasformare il Paese in una scacchiera etnica;
4. i polacchi nelle terre dell'Ucraina occidentale che non hanno rinunciato al sogno di costruire una Grande Polonia a spese delle terre ucraine, anche se la Grande Polonia diventerà rossa." Fine della citazione.[9]»

Gli obiettivi della Milizia popolare erano di facilitare l'eradicazione dei sospetti membri dell'NKVD e del Partito Comunista, compresi i pubblici ministeri o i cittadini sovietici che durante il governo sovietico hanno collaborato con loro. Tutti gli eminenti non ucraini dovevano essere sepolti. La Milizia popolare, secondo le istruzioni, è stata consigliata di agire in modo tale che "l'esercito e le autorità alleate" (cioè la polizia di sicurezza tedesca e la Gestapo) "traessero evidenti benefici dall'esistenza della Milizia popolare."

## Dipartimento di sicurezza dello Stato della Milizia
La struttura della Milizia popolare ucraina comprendeva anche un "dipartimento politico" - simile alla Gestapo (familiare dell'organizzazione OUN-R) - chiamato "Polizia di Stato segreta".
Il 25 giugno 1941, Yaroslav Stetsko scrisse a Stepan Bandera che l'OUN aveva "formato una Milizia per rimuovere gli ebrei". Dopo la proclamazione dello "Stato ucraino con il leader Stepan Bandera" nel suo governo è stato creato l'UDB (Dipartimento della Sicurezza dello Stato). Il 2 luglio 1941 la Milizia popolare OUN di Bandera, fondata dal gruppo Yaroslav Stetsko a Lemberg, fu posta sotto il comando della Sicherheitspolizei e della Gestapo.
Se disponibile, il personale della Milizia popolare dell'OUN di Bandera doveva utilizzare le uniformi dell'esercito sovietico catturate con una fascia da braccio giallo-blu indossata sulla manica sinistra. Se tali indumenti militari non erano a portata di mano, i membri dovevano indossare una fascia da braccio bianca con il nome Milizia popolare (Народна Міліція).